# The Prophecy 3: The Ascent
Série
The Prophecy 2
(1998) The Prophecy : Uprising
(2005)
Pour plus de détails, voir Fiche technique et Distribution.
The Prophecy 3: The Ascent est un film américain réalisé par Patrick Lussier, sorti en DTV en 2000. Il s'agit du troisième film de la saga The Prophecy.

## Synopsis
Danyael Rosales, fils de l'ange portant le même prénom et d'une humaine, est un prêcheur des rues qui est recherché par des anges renégats mais est protégé par Gabriel, un ancien ange désormais humain qui fait pénitence pour ses mauvaises actions passées.

## Fiche technique
- Titre : The Prophecy 3: The Ascent
- Réalisation : Patrick Lussier
- Scénario : Carl V. Dupré & Joel Soisson
- Musique : Steve Boeddeker
- Photographie : Nathan Hope
- Montage : Peter Devaney Flanagan
- Production : W.K. Border & Joel Soisson
- Sociétés de production : Dimension Films, Neo Art & Logic & Overseas FilmGroup
- Société de distribution : Dimension Films
- Pays :  États-Unis
- Langue : anglais
- Format : Couleur - Stéréo - 35 mm - 1.78:1
- Genre : Fantastique
- Durée : 84 min

## Distribution
- Christopher Walken (VF : Bernard Tiphaine ; VQ : Hubert Gagnon) : Gabriel
- Vincent Spano (VF : Joël Zaffarano ; VQ : Daniel Picard) : Zophael 'Jones'
- Dave Buzzotta (VQ : Benoit Éthier) : Danyael
- Kayren Butler (VQ : Sophie Léger) : Maggie
- Steve Hytner (VF : Jérôme Keen ; VQ : Daniel Lesourd) : Joseph
- Brad Dourif (VQ : Sébastien Dhavernas) : le zélote
- Scott Cleverdon (VQ : François L'Écuyer) : Pyriel
- Jack McGee (VF : Vincent Grass) : L'inspecteur
- Tyrone Tann (VF : Alexandre Gillet) : Kyle

## SagaThe Prophecy
- The Prophecy (1995)
- The Prophecy 2 (1998)
- The Prophecy 3: The Ascent (2000)
- The Prophecy : Uprising (2005)
- The Prophecy : Forsaken (2005)